# Avrelij
Avrelij je moško osebno ime.

## Izvor imena
Ime Avrelij izhaja iz latinskega imena Aurelius, oziroma je moška oblika ženskega imena Avrelija. Latinsko ime Aurelius povezujejo z latinskim pridevnikom aureus v pomenu besede »zlat«.
Ime je postalo slavno z rimskim cesarjem Markom Avrelijem.

## Tujejezikovne različice imena
- pri Italijanih: Aurelio
- pri Čehih, Slovakih: Aurel
- pri Poljakih: Aureliusz
- pri Madžarih: Aurél
- pri Kataloncih: Oriol

## Pogostost imena
Po podatkih Statističnega urada Republike Slovenije je bilo na dan 31. decembra 2007 v Sloveniji število moških oseb z imenom Avrelij: 15.

## Osebni praznik
V koledarju je ime Avrelij zapisano 20. julija (Avrelij, škof, † 20. julija 429).